# Фармакодинаміка
Фармакодинаміка — розділ фармакології, що вивчає біохімічні ефекти і фізіологічні дії ліків на тіло людини, на мікроорганізми або паразитів, що знаходяться всередині тіла людини або ззовні. Вона також вивчає механізми дії ліків, зв'язок між концентрацією лікарських речовин і досягнутою ними дією.
Досягнуті ефекти виражають у вигляді рівняння L + R ↔ L * R, де L — це ліганд (ліки), R — це рецептор (місце прикладання дії). Іноді кажуть, що фармакодинаміка — це наука про дію ліків на тіло людини, тоді як фармакокінетика — це наука про дію тіла на ліки.

## Вплив на тіло людини
Більшість лікарських засобів повторюють або пригнічують нормальні фізіологічні / біохімічні процеси. В інших випадках вони пригнічують патологічні процеси або життєвоважливі процеси в ендо- або екзо- паразитів, в мікроорганізмах.
Відзначають 5 головних ефектів лікарських засобів:
- Пригнічення
- Стимулювання
- Руйнування клітин (цитотоксична дія)
- Подразнення
- Заміщування

Лікарські речовини мають як бажаний, так і небажаний вплив. До числа перших відносять:
- Порушення клітинної мембрани
- Хімічні реакції. Так, антациди хімічно з'єднуються в організмі з кислими продуктами
- Взаємодія з ферментними білками
- Взаємодія зі структурними білками
- Взаємодія з білками-переносниками
- Взаємодія з іонними каналами

Терапевтична широта при дії лікарських засобів є інтервал між кількістю лікарського засобу, що дає ефект, і кількістю, що дає більше побічної дії, ніж бажаного результату.

## Фармакодинамічні властивості
Фармакодинамічні властивості у хімії ліків — властивості молекул ліків, що визначають їх здатність оптимально взаємодіяти з місцем зв'язування цільової біомакромолекули.